# Sant Martí de Riucorb
Sant Martí de Riucorb (em catalão e oficialmente), San Martí de Río Corb ou Sant Martí de Río Corb (em castelhano) é um município da Espanha na comarca de Urgel, província de Lérida, comunidade autónoma da Catalunha. Tem 34,9 km² de área e em 2021 tinha 649 habitantes (densidade: 18,6 hab./km²).

## Demografia
| Variação demográfica do município entre 1991 e 2004 [carece de fontes?] | Variação demográfica do município entre 1991 e 2004 [carece de fontes?] | Variação demográfica do município entre 1991 e 2004 [carece de fontes?] | Variação demográfica do município entre 1991 e 2004 [carece de fontes?] |
| ----------------------------------------------------------------------- | ----------------------------------------------------------------------- | ----------------------------------------------------------------------- | ----------------------------------------------------------------------- |
| 1991                                                                    | 1996                                                                    | 2001                                                                    | 2004                                                                    |
| 781                                                                     | 736                                                                     | 699                                                                     | 697                                                                     |